# Cleora fenestrata
Cleora fenestrata là một loài bướm đêm trong họ Geometridae.